# Hinamatsuri

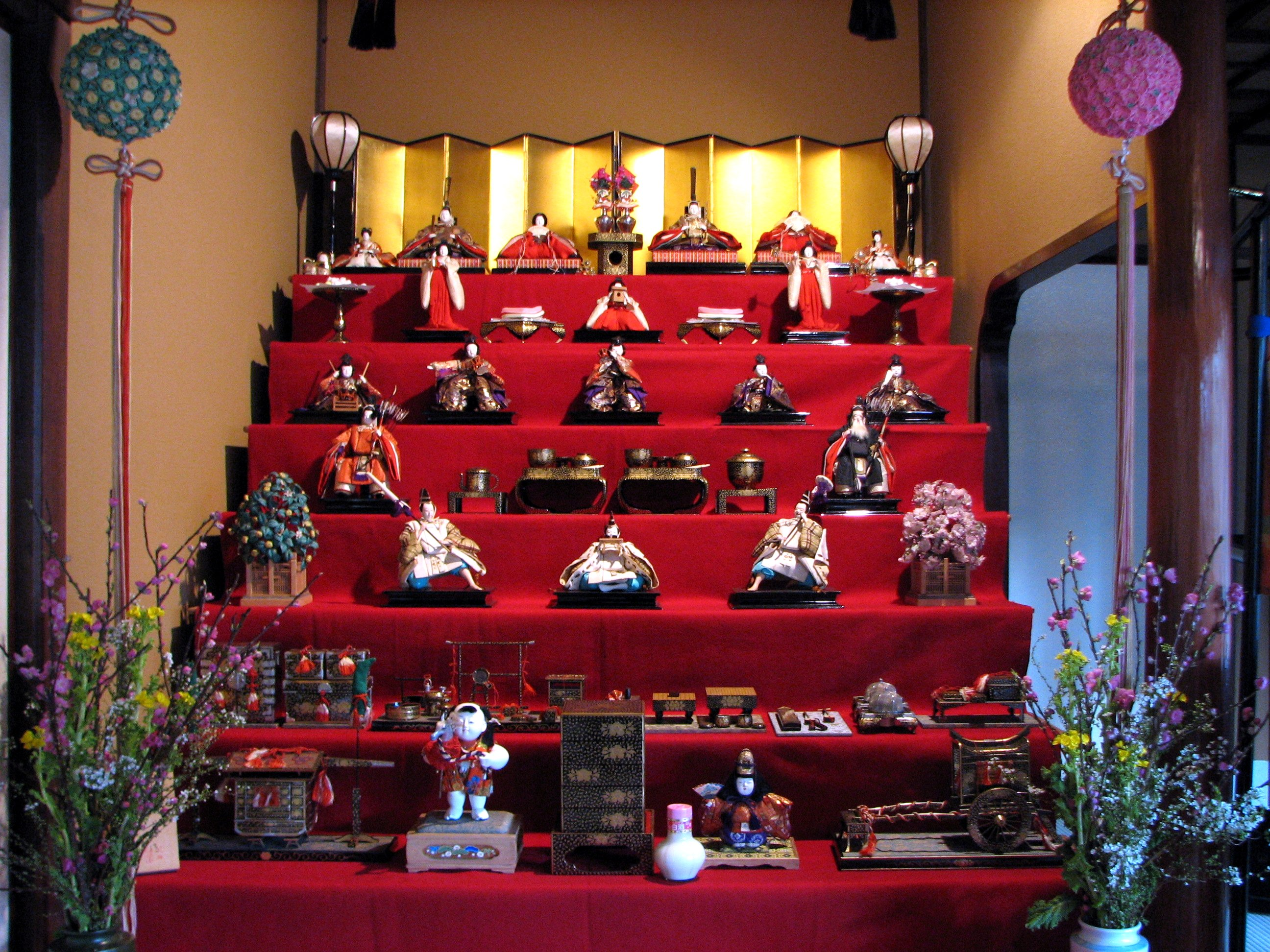
Piattaforma dello Hinamatsuri; la famiglia che l'ha preparata ha due figlie e sono quindi esposti due insiemi quasi completi di bambole ornamentali (hina-ningyō)

L'Hinamatsuri (雛祭り?, Hina-matsuri), nota anche come "Festa delle bambole" o "Festa delle bambine", è una ricorrenza giapponese che cade il 3 marzo, cioè il terzo giorno del terzo mese. In questa occasione sono preparate delle piattaforme con un tappeto rosso  (緋毛氈?, hi-mōsen), sulle quali è esposto un insieme di bambole ornamentali giapponesi (雛人形?, hina-ningyō) le quali raffigurano l'imperatore, l'imperatrice, gli attendenti e i musicisti della corte imperiale con vestiti di corte del periodo Heian.
In questo giorno i familiari delle bambine pregano affinché vengano loro date bellezza e salute. Durante questa festività, infatti, si pensa che le bambine "passino" la sfortuna alle bambole, allontanandola da loro stesse.

## Storia
Questa celebrazione risale all'incirca alla metà del VII secolo, durante il periodo Heian ed era fondato sulla credenza che le bambole avessero il potere di contenere gli spiriti malvagi e le malattie corporali. Essa trae le sue radici dall'antico cerimoniale dell'hina-nagashi (雛流し? letteralmente "bambola fluttuante"), durante il quale alcune bambole di paglia venivano posate lungo il corso di un fiume affinché portassero via con sé gli spiriti maligni ed i cattivi auguri.

Poiché le bambole finivano spesso nelle reti dei pescatori, venivano recuperate e poi bruciate nel tempio anziché essere lasciate libere di andare verso il mare.

## Cibi tipici
La bevanda tradizionale di questa festività è l'amazake, una versione analcolica del sakè ottenuta dalla fermentazione del riso. Insieme all'amazake si mangiano degli arare, dei salatini di riso, spesso conditi con della salsa di soia. Per lo Hinamatsuri si prepara un dolce detto hishimochi, costituito da tre strati di riso: verde, simbolo della terra, bianco, simbolo della neve; rosa, simbolo dei fiori di pesco. Insieme, questi tre strati indicano la primavera, quando la neve si scioglie, l'erba cresce e germogliano i fiori di pesco.

## Le bambole tradizionali
Le hina sono delle bambole che vengono regalate alle bambine e tramandate di generazione in generazione dalle donne di famiglia. Esse vengono utilizzate come giocattolo soltanto durante lo hina matsuri, per il resto dell’anno esse sono riposte in scatole di legno. Proprio per l’importanza che assume questa celebrazione per mamme e figlie, viene denominata anche “festa delle bambine”. Per l’occasione tutte le bambine indossano i kimono tradizionali dalle lunghe maniche e ricevono regali dai loro genitori e parenti. Inoltre, si recano a pregare al tempio più vicino alla propria casa, accompagnate dai genitori. In questa ricorrenza in cui si prega per la crescita felice e sana delle bambine e ragazze, si cela anche il voler allontanare gli spiriti malvagi dalla propria famiglia.
Le esposizioni vengono allestite già a partire dal mese di febbraio, per poi essere tolte la sera del 3 marzo, perché secondo la tradizione lasciarle oltre il 4 marzo porterebbe ad un matrimonio molto tardivo per le proprie figlie femmine. La festa delle bambole è molto importante per il Giappone ed oltre ad essere un giorno in cui si infonde speranza e si augura un futuro radioso alle proprie figlie, rappresenta per i giapponesi un momento di gioia, preghiera e felicità da trascorrere con la famiglia.
Le bambole, che rappresentano la corte imperiale del periodo Heian, vengono disposte su una piattaforma a gradini detta hina dan (雛壇?) coperta da un telo rosso con una striscia arcobaleno in fondo che prende il nome di hi-mōsen, mentre il set delle bambole decorative viene detto hina-ningyō.
La piattaforma è costituita da sette gradini. Nel primo si collocano le bambole che rappresentano l'imperatore e l'imperatrice. Solitamente dietro di loro viene posto un piccolo paravento dorato; possono esserci anche due lanterne di carta o seta poste sui lati. Possono esserci anche degli accessori per separare l'imperatore dall'imperatrice, ad esempio due piccoli vasi. 
Originariamente l'imperatore era a destra mentre ora si colloca sul lato sinistro.
Nel secondo gradino ci sono tre dame di corte separate da due piccoli tavolini rotondi con sopra un dolce di stagione, escluso l'hishimochi.
Nel terzo gradino si trovano cinque musicisti posizionati in base allo strumento; da destra verso sinistra sono collocati: un suonatore con un piccolo tamburo seduto, un suonatore con un tamburo grande in piedi, un altro suonatore di percussioni in piedi, un suonatore di flauto seduto e infine un cantante seduto.
Nel quarto gradino ci sono due ministri; il più giovane è posto sulla destra, il più anziano sulla sinistra. A volte sono dotati di arco e frecce. Tra le due figure sono posti due tavolini.
Nel quinto gradino ci sono tre samurai, che proteggono l'imperatore e l'imperatrice e portano in mano un rastrello, una paletta e una scopa.

Le loro espressioni rappresentano pianto, riso e rabbia.
Nel sesto gradino ci sono gli oggetti che la corte usa all'interno del palazzo, mentre nel settimo quelli che usa quando è lontana dal palazzo.

## Nella cultura di massa
Nel manga My Dress-Up Darling di Shinichi Fukuda, il protagonista Wakana Gojo (五条 新菜?, Gojō Wakana) si allena per diventare un artigiano di bambole Hina e sogna di diventare in futuro un Kashirashi, come suo nonno.